# كأس الجزائر 1968–69
كأس الجزائر 1968–69 هو موسم من كأس الجزائر. أشرف على تنظيمه الإتحاد الجزائري لكرة القدم، وكان عدد الأندية المشاركة فيه 64، وفاز فيه شباب بلوزداد.